# برانیو هولیچک
برانیو هولیچک (انگلیسی: Braňo Holiček؛ زادهٔ ۱۴ اوت ۱۹۸۵) بازیگر و نوازنده اهل کشور اسلواکی است.
از فیلم‌ها یا برنامه‌های تلویزیونی که وی در آن نقش داشته‌است، می‌توان به بارون قرمز، فرشته تبهکار و ساختمان پزشکان در باغ رز اشاره کرد.